# Mortierel·làcies
Els mortierel·lomicots (Mortierellomycota) són divisió o fílum del regne dels fongs (Fungi).

## Característiques
Les espècies d'aquest grup són floridures que viuen com a sapròtrofs al terra, sobre fulles en descomposició i altres materials orgànics. Alguns viuen en excrements o als exoesquelets d'artròpodes.
Els membres d'aquest grup tenen hifes cenocítiques. Les colònies tendeixen a ser blanques o blanquinoses i es caracteritzen créixer en anells. Els esporangis columelats simples o múltiples neixen en esporangiòfors aeris. Produeixen zigòspores distintives que poden estar embolicades per hifes. Poden ser llises o amb clotets. Aquest grup també produeix clamidòspores, que poden ser espinoses o aspres i de parets gruixudes.
Les espècies d'aquest grup generalment no són paràsits de plantes i animals. Un exemple rar de paràsit és Mortierella wolfii, que fins ara és l'únic paràsit conegut i ataca humans i altres animals. Mortierella wolfii causa l'avortament boví, la pneumònia i micosi sistèmica.

## Taxonomia
Els mortierel·lomicots inclouen una sola classe, amb sol ordre i una sola família amb 16 gèneres:
Fílum Mortierellomycota
- Classe Mortierellomycetes
  - Ordre Mortierellales
    - Família Mortierellaceae
      - Actinomortierella
      - Aquamortierella
      - Benniella
      - Bonitomyces
      - Dissophora
      - Entomortierella
      - Gamsiella
      - Gryganskiella
      - Linnemannia
      - Lobosporangium
      - Lunasporangiospora
      - Modicella
      - Mortierella
      - Necromortierella
      - Podila
      - Tyroliella